# لوهاریانداوا
لوهاریانداوا (به لاتین: Lohariandava) یک منطقهٔ مسکونی در ماداگاسکار است که در آتسینانانا واقع شده‌است. لوهاریانداوا ۱۰٬۶۷۰ نفر جمعیت دارد و ۷۵ متر بالاتر از سطح دریا واقع شده‌است.